# Jean des Vaux
Jean des Vaux, militaire français, mort en 1593, seigneur des Vaux, de Levaré, du Pin, du Bois-Garnier, de la Cherbonnière.

## Biographie
La famille des Vaux est une des plus puissantes familles du duché de Mayenne. Il était, de 1560 à 1590, chef de nom et d'armes d'une des plus vieilles familles de chevalerie du Maine, qui tirait son nom de la terre des Vaux de Champéon et qui, depuis des siècles déjà, avait ajouté à son nom primitif celui de la châtellenie de Lévaré.
Il est le fils de Jean des Vaux, aussi seigneur de Lévaré, lieutenant du roi au pays du Maine, et tué à la bataille de Pavie en 1525. Sa mère est Marie de Couasnon.
Il est exempté en 1554 de l'arrière-ban à cause des services qu'il rendait au roi dans la province du Maine. Il obtint aussi le 16 décembre 1562 son élargissement de la Conciergerie de Paris, où il était retenu pour un procès pendant en parlement avec Guillaume de Mégaudais, sa présence estant très nécessaire au Maine pour empescher les incursions des volleurs et saccageurs, mesme à présent que le commun bruit est que le camp des séditieux et rebelles va en Normandie et au bas pays du Maine.
Charles IX le nomma, par lettres le 17 novembre 1567, gouverneur et lieutenant général des villes et baronnies des châteaux de Mayenne, Ernée, Pontmain, Lassay, Ambrières, Villaines, Gorron, et des autres places dépendantes de l'élection de Mayenne.
Il fit lever aux Huguenots le siège de Lassay, 1571, et après avoir defait leur chef, il les chassa de cette province. En récompense de ses services, spécialement de la levée du siège de Lassay, le roi le nomma chevalier de l'ordre de Saint-Michel le 27 avril 1571,,,
Gentilhomme de la chambre du roi Henri III par nomination du 24 avril 1578. Henri III lui écrivit le 17 mars 1582 que connoissant l'affection qu'il lui portoit et au soulagement de son peuple, il lui feroit un service très agréable d'assembler ceux de ses amis qu'il pourrait, pour aller trouver ensemble le seigneur de Vassé, et luy aider à
defaire les gens de guerre levés sans commission qui oppressoient les peuples du pays
du Perche.
Il commandait en Bretagne une compagnie de cent chevau-légers, sous les ordres du princes de Dombes, le 19 juillet 1590, et recevait mission de tenir garnison à Quintin, menacé par les Ligueurs. Sa signature est accompagnée de signes singuliers et cabalistiques.

## Source
« Jean des Vaux », dans Alphonse-Victor Angot et Ferdinand Gaugain, Dictionnaire historique, topographique et biographique de la Mayenne, Laval, A. Goupil, 1900-1910 [détail des éditions] (BNF 34106789, présentation en ligne)